# Amphiprion latezonatus
Amphiprion latezonatus — вид окунеподібних риб родини Помацентрові (Pomacentridae).

## Опис
Тіло завдовжки 9-14 см.

## Поширення
Вид поширений на заході Тихого океану біля берегів Австралії та Нової Каледонії.

## Спосіб життя
Це морський субтропічний вид, що мешкає серед коралових рифів на глибині до 45 м. Риба живе у симбіозі з актинією Heteractis crispa. Самиця відкладає ікру у гніздо, яке охороняє та провітрює самець.